# 阿尼库尔和塞谢勒
阿尼库尔和塞谢勒（法語：Agnicourt-et-Séchelles，法語發音：[aɲikuʁ e seʃɛl]）是法国上法蘭西大區埃纳省的一个市镇，属于拉昂区。

## 地理
阿尼库尔和塞谢勒（49°42'59"N, 3°57'12"E）面积10.79 平方千米，位于法国上法蘭西大區埃纳省，该省份为法国北部内陆省份，北起北部省，西接索姆省和瓦兹省，东临阿登省和马恩省，西南至塞纳-马恩省，东北部与比利时接壤。
与阿尼库尔和塞谢勒接壤的市镇（或旧市镇、城区）包括：绍尔斯、蒙蒂尼勒弗朗、塔沃和蓬塞里库尔、维尼厄-奥凯。

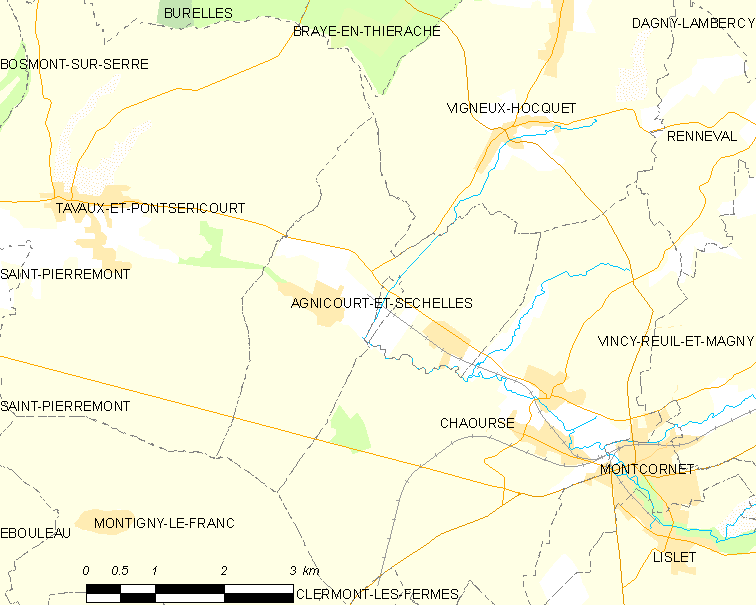
阿尼库尔和塞谢勒的OSM定位图

阿尼库尔和塞谢勒的时区为UTC+01:00、UTC+02:00（夏令时）。

## 行政
阿尼库尔和塞谢勒的邮政编码为02340，INSEE市镇编码为02004。

## 政治
阿尼库尔和塞谢勒所属的省级选区为马尔勒县。

## 人口

1962-2008年间阿尼库尔和塞谢勒人口变化图示

阿尼库尔和塞谢勒于2022年1月1日时的人口数量为188人。